# Sella Nevea
Sella Nevea (Nevee in friulano, Na Žlebeh in sloveno, Neveasattel in tedesco) è la principale frazione del comune italiano di Chiusaforte, in Friuli-Venezia Giulia (distante 80 km da Udine e 22 km da Tarvisio), a 1.190 m s.l.m., in alta Val Raccolana, tra le Alpi Giulie al confine con la Slovenia, nella conca tra la Catena Jôf Fuârt-Montasio a nord e la catena del Canin a sud. È una nota località di turismo invernale ed estivo, presentando su quest'ultimo diversi chilometri di piste da sci e relativi impianti di risalita, che dall'inverno 2009 sono collegati con gli impianti d'oltreconfine di Plezzo, sul versante sud-orientale del Canin.

## Storia

### Gli inizi

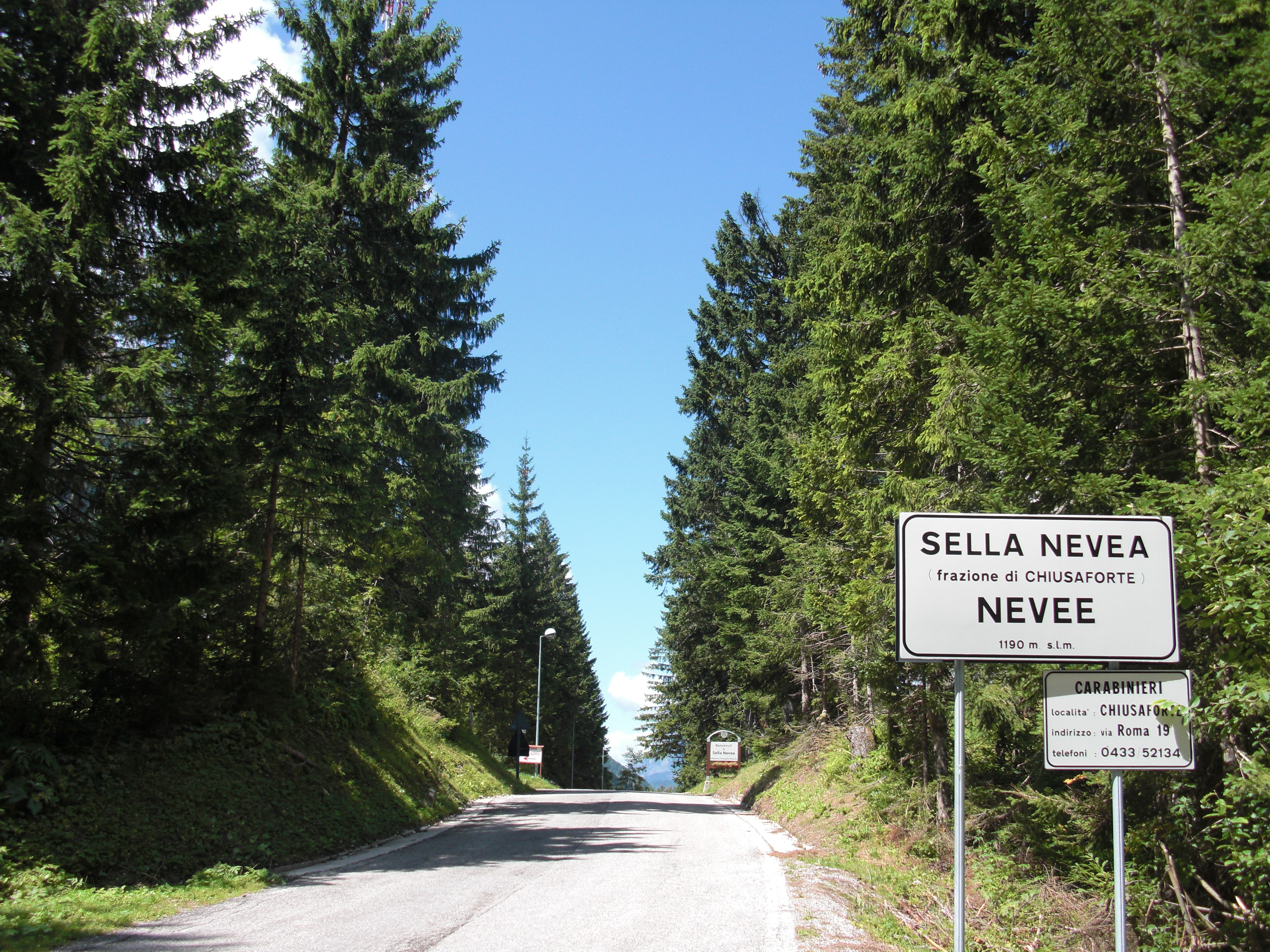
L'ingresso alla località

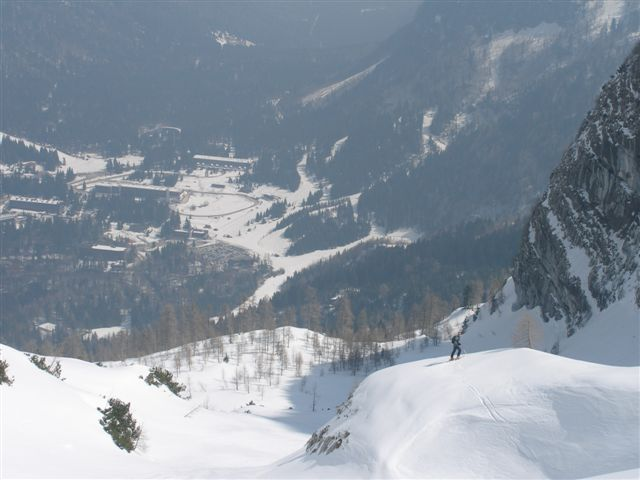
Sella Nevea dal Monte Canin

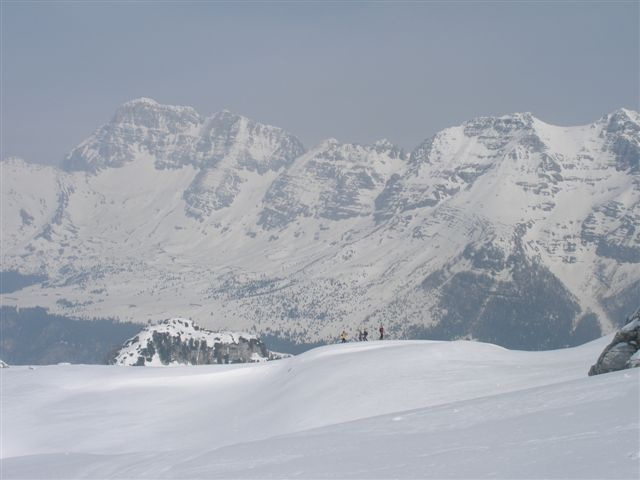
La Catena Jôf Fuârt-Montasio e l’Altopiano del Montasio viste dal Monte Canin

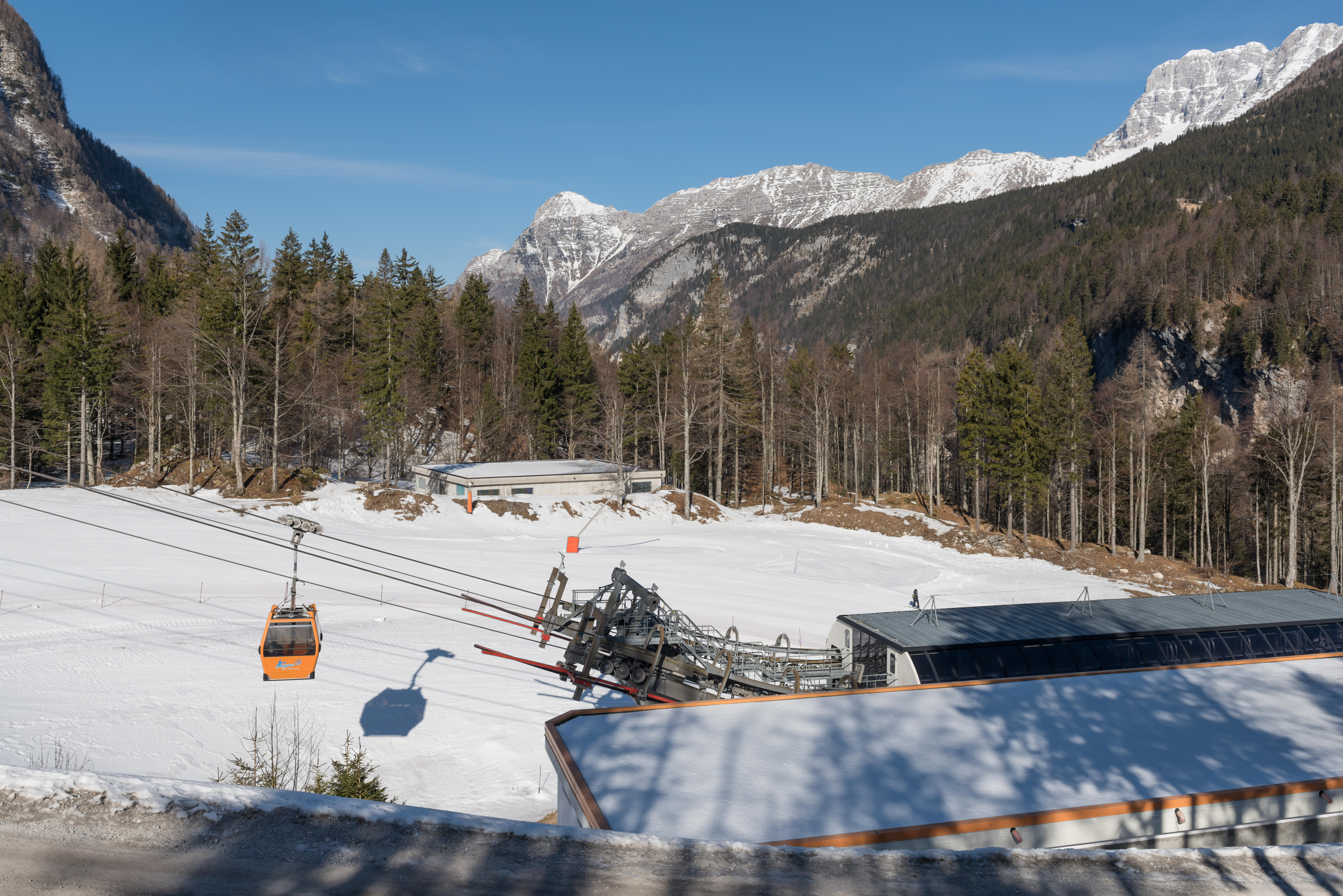
Vista della stazione sciistica nella parte bassa

Forte di un innevamento naturale abbondante, indotto dalla favorevole esposizione del territorio alla stau (ove i venti umidi da sud quali libeccio e scirocco sono forieri di forti precipitazioni), Sella Nevea iniziò ad affermarsi come località sciistica già negli anni trenta del XX secolo: al tempo il territorio era essenzialmente utilizzato come alpeggio e meta di sporadici sciatori. Durante la prima guerra mondiale, precisamente durante la rotta di Caporetto, la sella fu teatro di aspre battaglie di sfondamento da parte dell'esercito austro-tedesco e di strenue difese (alla Sella Buia e alla Sella Prevala) da parte dell'esercito italiano in ritirata.
Il decisivo impulso allo sviluppo di Sella Nevea giunse tuttavia a partire dal 1965, anno nel quale, dopo una lunga trattativa tra l'amministrazione di Chiusaforte e la società Isa Nevea, l'architetto Giacomo Della Mea presentò in consiglio comunale un piano di sviluppo edilizio territoriale, da attuarsi attraverso la costruzione di villini isolati. Tuttavia la repentina morte di Della Mea (nel 1968) e il contestuale compimento del miracolo economico italiano modificò il progetto, che venne riorientato sulla costruzione di unità abitative più massicce e capienti.
Questo allontanamento dai piani originari viene ritenuto da alcuni un tentativo di speculazione edilizia: si levarono pertanto voci critiche contro l'architettura delle costruzioni, giudicata incapace di valorizzare il contesto paesaggistico in cui andavano a inserirsi. Lo sviluppo fu anche infrastrutturale: nel 1967 vennero approvati i progetti di costruzione della funivia del Canin, della sciovia "rossa" del Poviz e dell'hotel Canin; due anni dopo, nel 1969, venne potenzia la linea elettrica a servizio dell'abitato. A seguire, il 12 dicembre 1970, a fronte di un investimento di oltre mezzo miliardo di lire, le suddette opere vennero attivate. Tra fine anni settanta e inizio anni ottanta Sella Nevea aveva ormai assunto il proprio aspetto contemporaneo.

### Le vicissitudini
Il 18 e 19 marzo 1975, dopo eccezionali nevicate, alcune valanghe riescono a raggiungere la località, distruggendo una sciovia e danneggiando un albergo, Sella Nevea verrà considerata a rischio valanghe fino al 2001, quando il completamento del piano in messa in sicurezza garantirà la completa protezione dell'abitato.
Una decina di anni dopo, nel 1985, la società Sella Nevea SpA, avente in carico la gestione degli impianti di risalita, dichiarò fallimento. Ciò sancì l'inizio di un periodo di difficoltà, ove al summenzionato rischio di valanghe si sommò lo stallo degli investimenti sulla località. Due anni dopo, nel 1987, nasce Promotur, società pararegionale istituita per favorire lo sviluppo dei principali poli sciistici del Friuli-Venezia Giulia; Promotur si occupa anche della gestione di Sella Nevea, che tuttavia non esce dallo stato di fallimento. Solo nel 2004 Promotur acquista formalmente gli impianti e, in concomitanza, con il completamento della messa in sicurezza, può pensare ad una pianificazione per la stazione sciistica.
Nel 2003 Sella Nevea viene completamente esclusa dalle Universiadi, che hanno come centro la vicina Tarvisio; tre anni dopo, nel 2006, viene confermato da Promotur un piano di investimento di 34 milioni di Euro per realizzare la sostituzione della storica funivia del Canin e la realizzazione del collegamento sciistico con Plezzo, località invernale slovena posta sul versante sud del Canin. Il collegamento funiviario è attivo dall'inverno 2009/2010 e passa per Sella Prevala, già raggiunta da un impianto esistente nel versante sloveno.
Nel gennaio 2013, il crollo di due cabine dell'ovovia Plezzo-Prevala causa un grave colpo al polo transfrontaliero. L'impossibilità di una riparazione immediata e le difficoltà economiche dei gestori sloveni, culminate con il fallimento della Atc Kanin nel mese di giugno, hanno reso vani parte degli investimenti effettuati da Promotur negli anni precedenti. Il ripristino degli impianti di risalita di Plezzo (Slovenia) viene completato nell'estate del 2016 e l'inaugurazione avviene nel settembre dello stesso anno.

## Descrizione

### La località
Sella Nevea ha assunto la vocazione di località dedicata agli sport invernali: vi si praticano infatti sci da discesa, sci di fondo, snowboard, pattinaggio su ghiaccio, trekking e sci alpinismo. Il demanio stabile comprende oltre 35 km di piste per lo sci alpino: le più lunghe sono la Canin e la Bila Pec, entrambe sviluppate su circa 2,5 km. La pista Bila Pec è sede di gare di Coppa Europa e viene spesso utilizzata come sede di gare internazionali e come pista di allenamento per discipline veloci (supergigante e discesa libera).
Il flusso turistico è comunque consistente anche in estate, ove le attività si concentrano su escursionismo, alpinismo e speleologia nelle gole carsiche dell'altipiano del Canin. Nei dintorni di Sella Nevea si trovano località quali l'Altopiano del Montasio (luogo di produzione del formaggio omonimo), il Lago del Predil (ove si praticano canoa, windsurf e kitesurf), le stazioni sciistiche slovene di Kranjska Gora e Plezzo, il Passo Pramollo (che dà accesso alla stazione sciistica austriaca di Nassfeld Ski Arena).

### Valico di Sella Nevea
Il punto culminante della salita da Chiusaforte lungo la Val Raccolana è noto come valico di Sella Nevea al di la del quale si estende la Valle Rio del Lago verso il Lago del Predil e Cave del Predil nel territorio del comune di Tarvisio.

## Galleria d'immagini

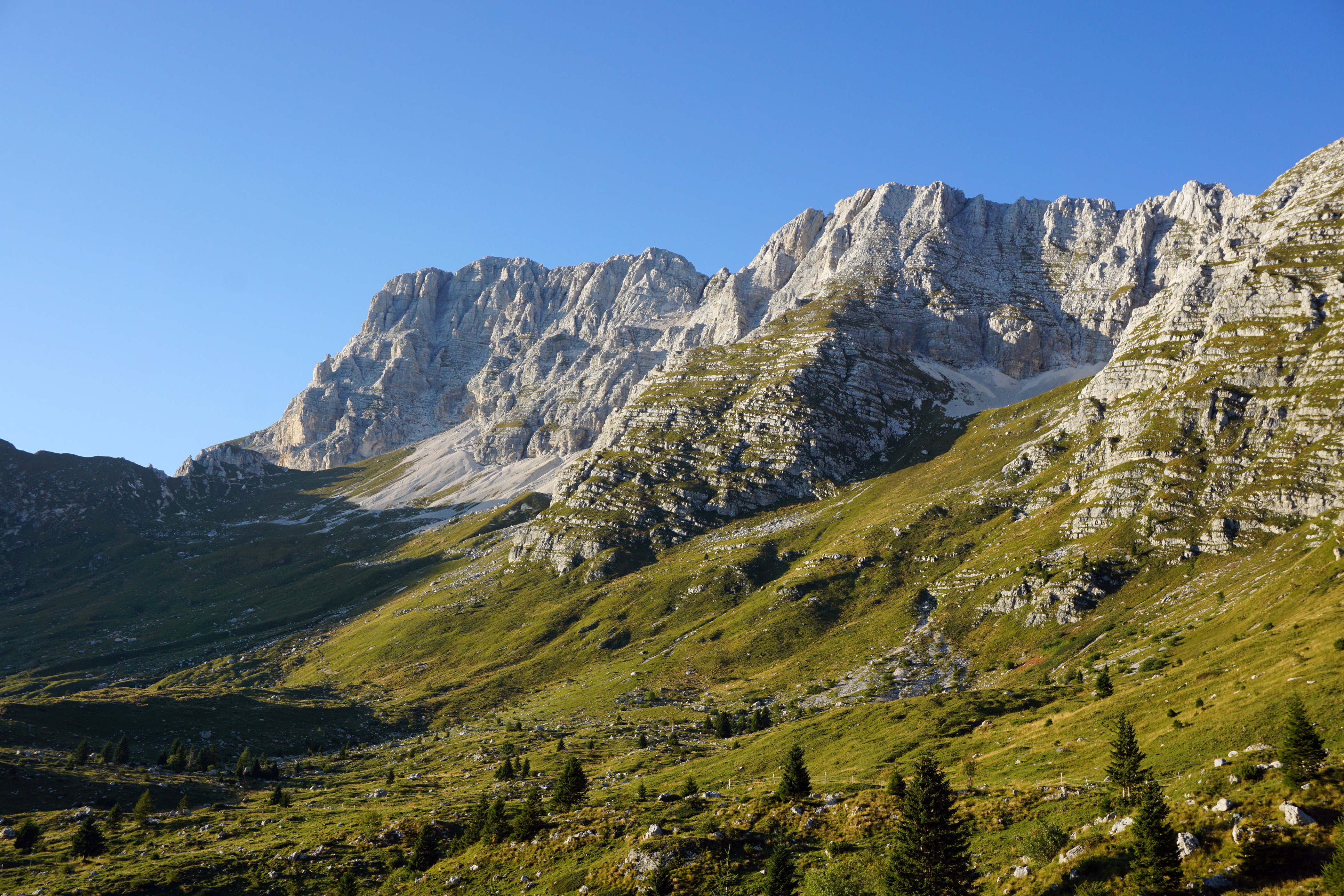
Altopiano del Montasio
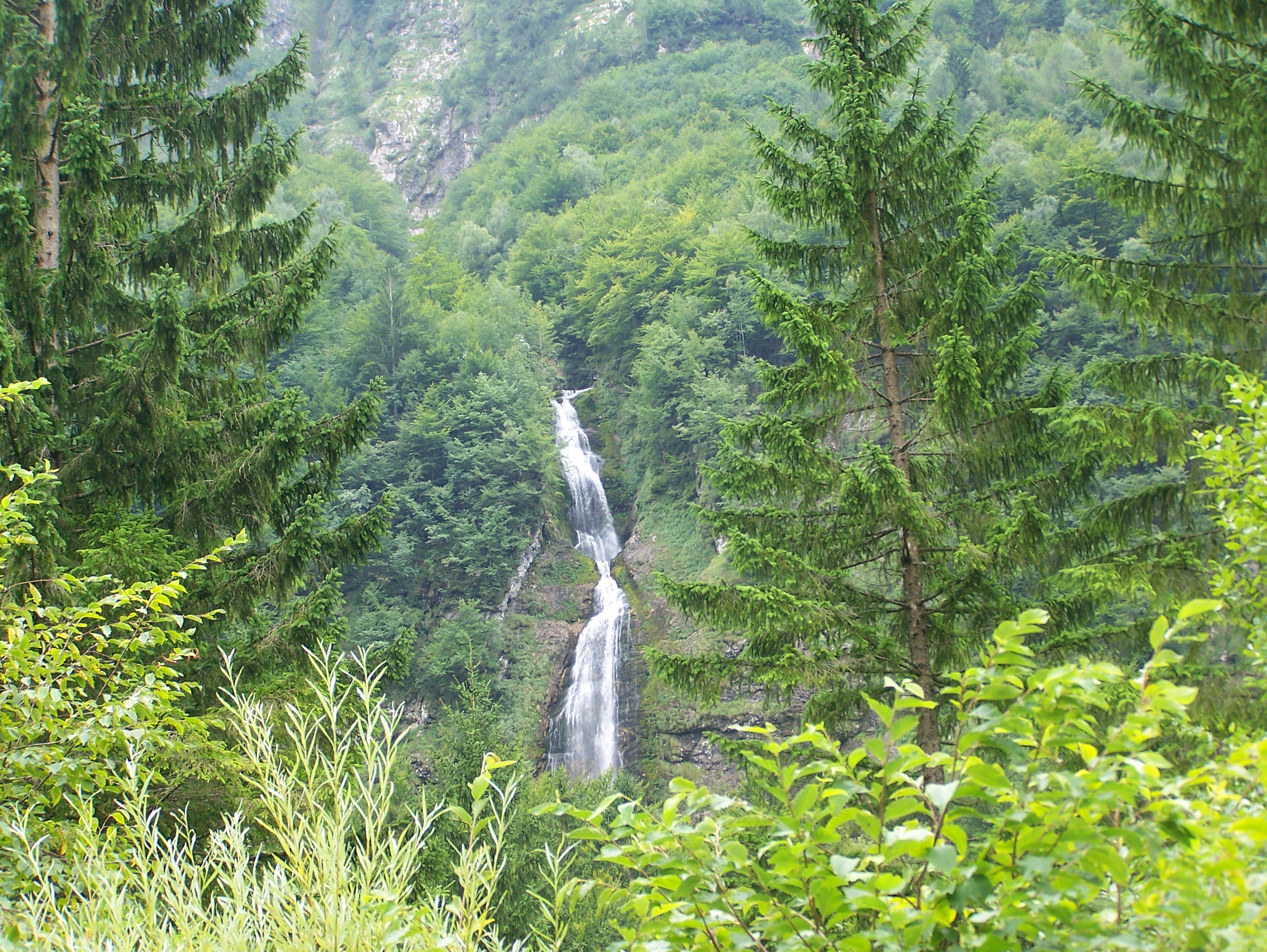
Fontanon di Goruida
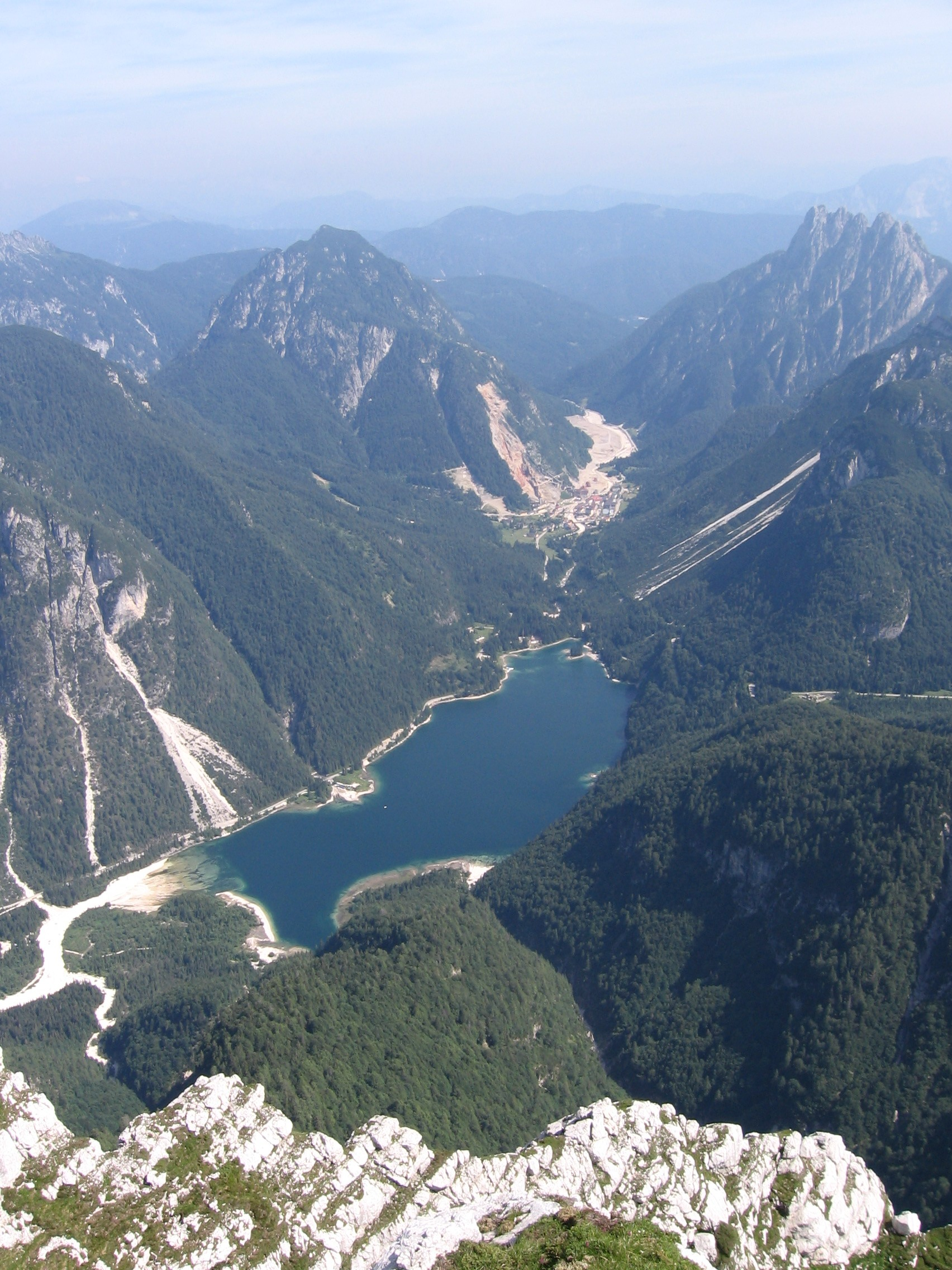
Lago del Predil visto da Cima del Lago
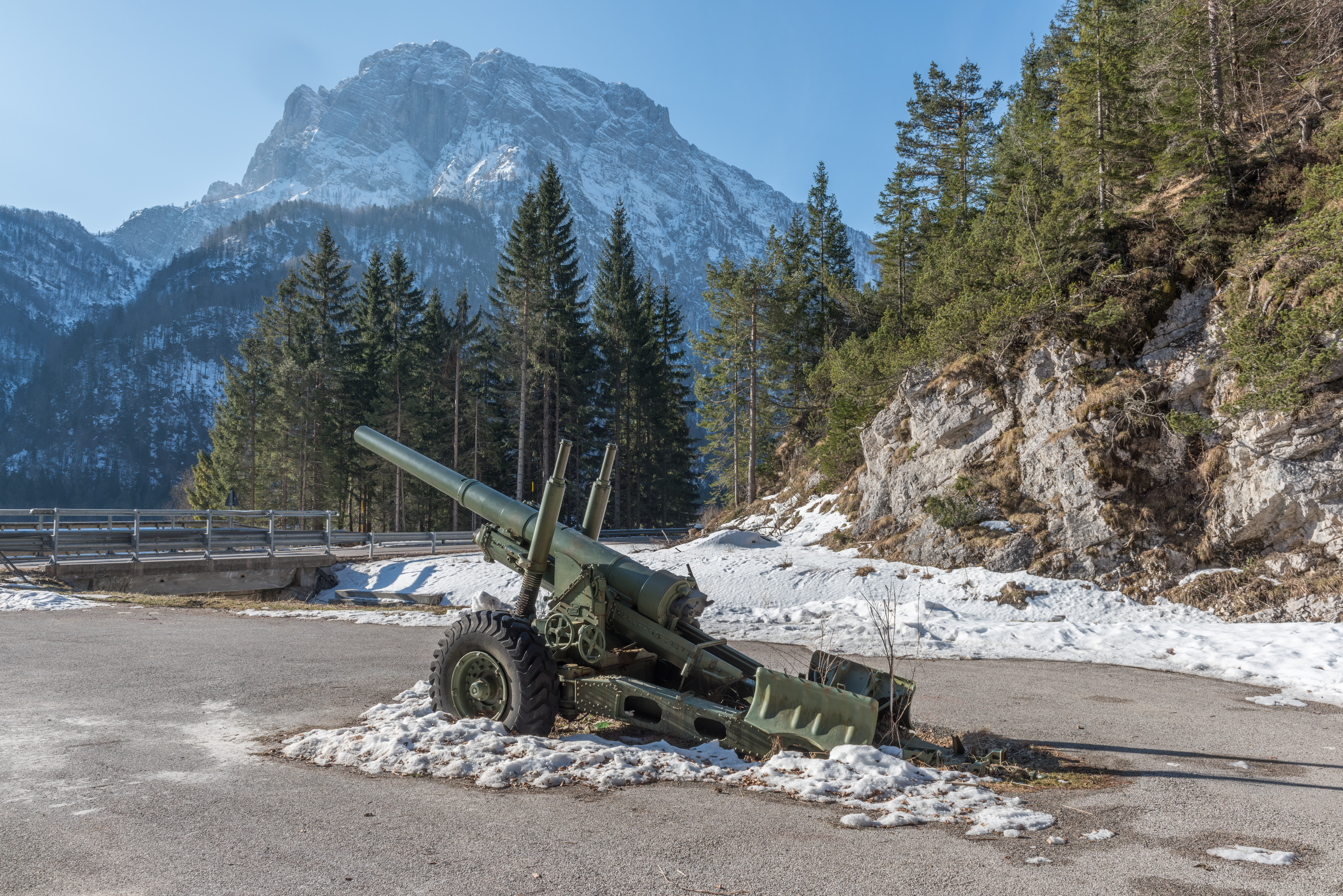
Il Canin dalla Valle del Rio Lago